# Biserica Sfântul Ioan Botezătorul din Târgu Mureș

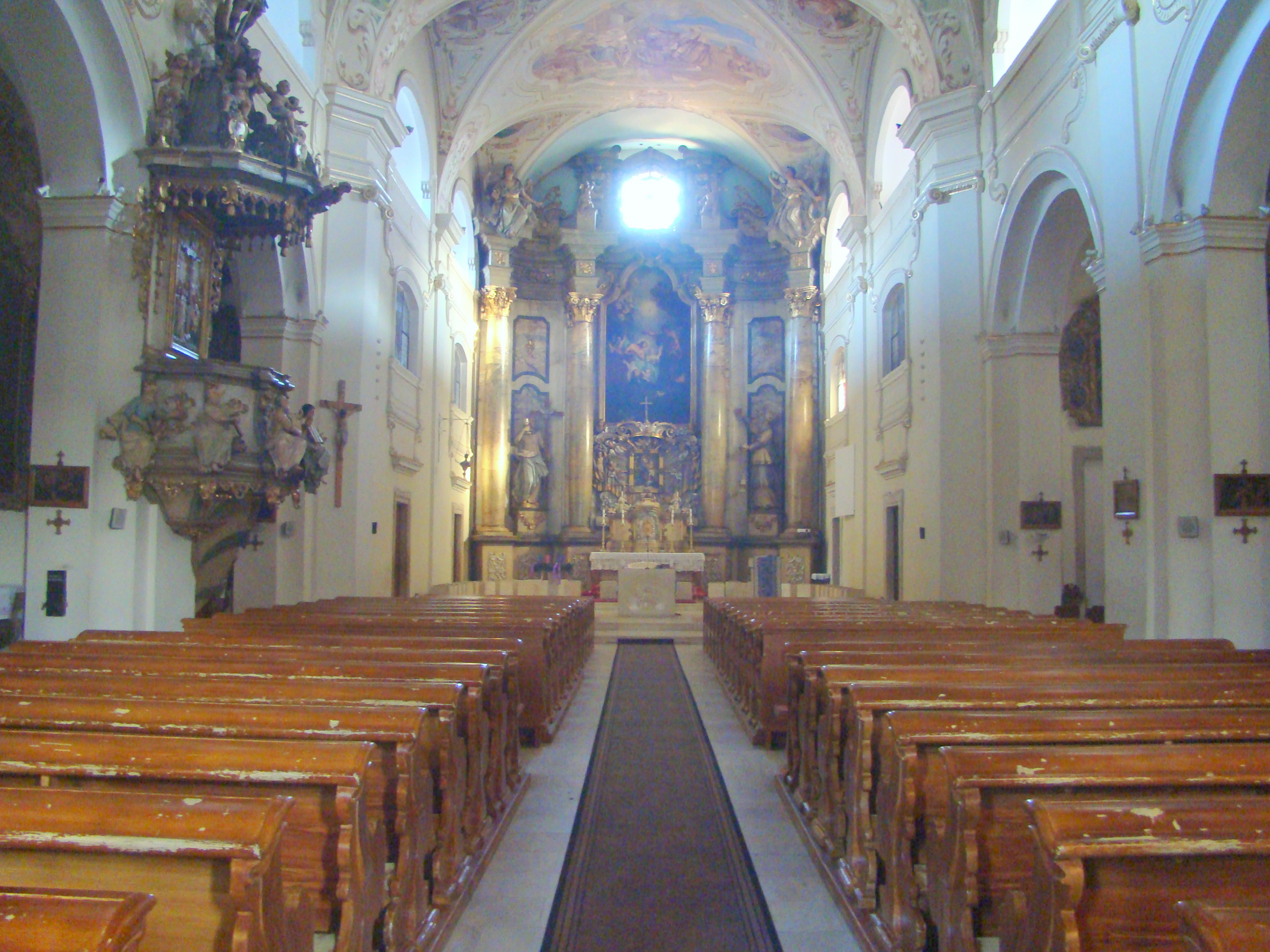
Nava spre altar

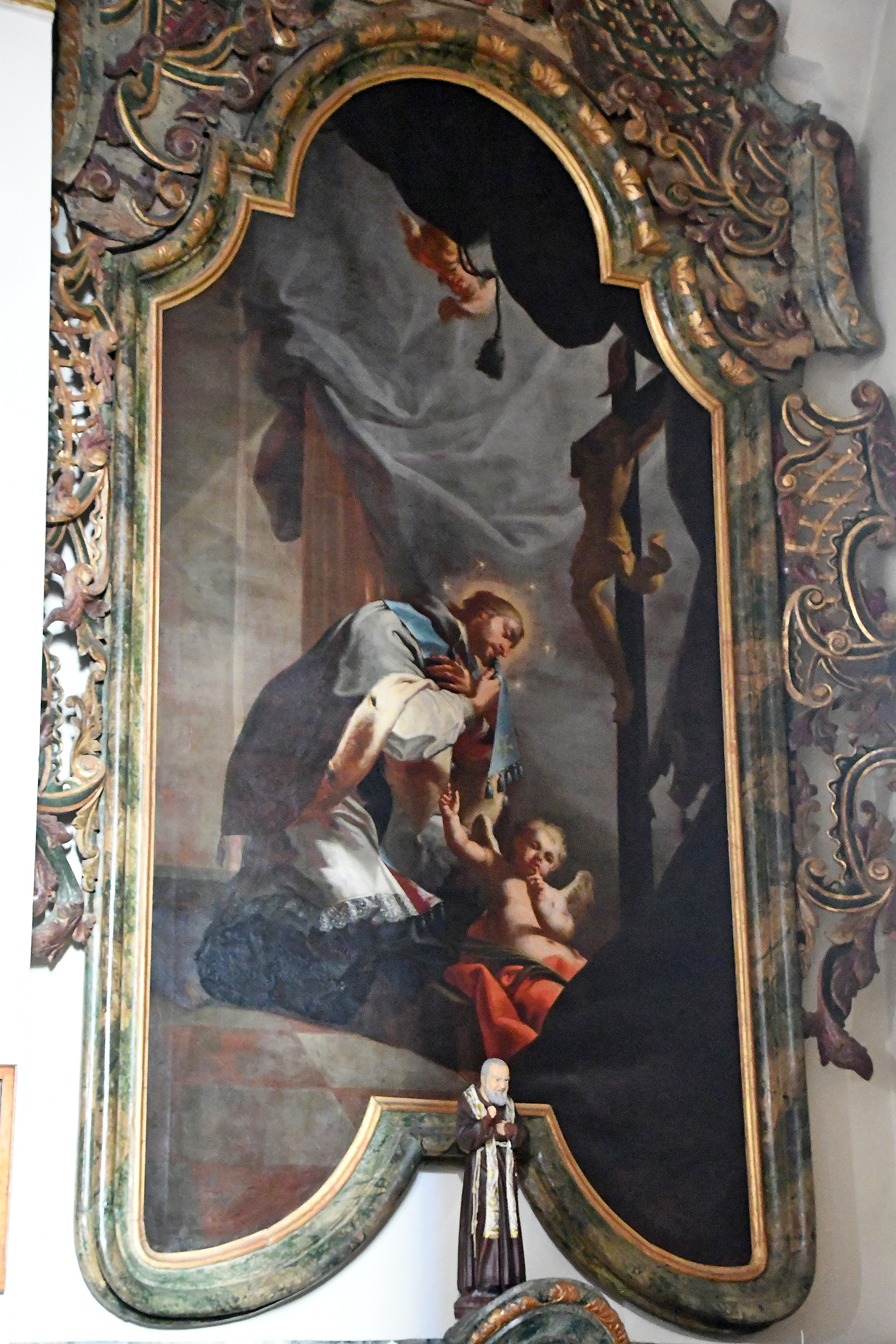
Altarul Sfântului Ioan Nepomuk

Biserica „Sfântul Ioan Botezătorul" din Târgu Mureș (în maghiară Keresztelő Szent János templom) este un lăcaș de cult romano-catolic construit la începutul secolului al XVIII-lea de către iezuiți în centrul orașului Târgu Mureș, în stilul baroc austriac.

## Istoric
La 27 septembrie 1702 s-a așezat la Târgu Mureș, în casa donată de nobilul Simon Boer de Berivoi, iezuitul Stephanus Endes. Endes a găsit câțiva bătrâni catolici și și-a început activitatea pastorală în orașul preponderent reformat. În anul 1707 a construit o biserică din lemn pe locul curții parohiale actuale. La începutul lunii aprilie 1707, în ciuda împotrivirii Casei de Habsburg, Francisc Rákóczi al II-lea, autointitulat voievod al Transilvaniei, a depus jurământul în această biserică. Evenimentele ulterioare au dus la escaladarea Răscoalei curuților și la înfrângerea ei de către feldmareșalul austriac Sigbert Heister.
În cursul anului 1709 comunitatea catolică din Târgu Mureș a obținut cu ajutorul armatei imperiale austriece posesia Bisericii din Cetate, așa încât în acel an iezuiții au săvârșit liturghia de Crăciun în respectivul lăcaș de cult. Ulterior, Curtea de la Viena nu a aprobat măsura luată la nivel local, de restituire a Bisericii din Cetate către comunitatea catolică, astfel încât catolicii s-au văzut nevoiți să-și ridice o nouă biserică de piatră, iar Biserica din Cetate a revenit comunității reformate (calvine), căreia îi aparține până în prezent.
În secolul al XVIII-lea iezuiții din Târgu Mureș au făcut misiune în satele din jurul orașului. În acest context biserica din Beu a reintrat în posesia romano-catolicilor și a suferit o transformare primind un aspect baroc. Registrele stării civile din secolele al XVIII-lea și XIX-lea ale parohiei romano-catolice din Beu sunt considerate de a fi valoroase datorită realizării lor într-o manieră artistică. În prezent sunt păstrate la Arhiva Romano-Catolică din Târgu Mureș.
Comunitatea iezuiților a cumpărat în anul 1719 casa cu etaj a lui Ferenc Nagy Szabó, apoi în 1728 a așezat piatra de temelie a bisericii actuale. Biserica a fost proiectată de iezuitul Valentin Scherzer și construită sub conducerea meșterului Konrad Hammer din Cluj. Lăcașul de cult al iezuiților a fost sfințit la data de 4 octombrie 1750 de către episcopul romano-catolic Sigismund Stoica.
Orga a fost făcută de meșterul Ludwig Mooser în anul 1869.
În anul 2000 parohia a găzduit festivalul Zilele Catolice (în maghiară Katolikus Napok). În perioada festivalului a fost sfințită Casa Deus Providebit, unde a funcționat Universitatea Sapientia până în 2005, când a fost inaugurată noua clădire. Tot în anul 2000 a fost sfințită și statuia episcopului Áron Márton, amplasată în curtea bisericii. La invitația arhiepiscopului György Jakubinyi, în 2008 biserica și mănăstirea minoriților din centru au fost preluate de iezuiți, astfel după o pauză de 235 de ani au reînceput activitatea în Târgu Mureș într-o locație nouă. Apostolatul comunității iezuite din Târgu Mureș lângă serviciul liturgic are ca obiective apostolatul studenților, funcționarea unui cămin studențesc și organizarea de exerciții spirituale. 

## Descriere
Biserica este tipic barocă, cu două turnuri pe fațadă, turnuri care încadrează un fronton în acoladă îmbogățit cu două volute. Coronamentele turnurilor sunt în formă de bulb de ceapă. Turnurile sunt marcate fiecare cu câte doi pilaștri adosați, în rezalit, având fiecare o cornișă puternică, în retrageri succesive. Acești pilaștri adosați îndeplinesc rolul ornamental al unor platbande care accentuează verticalitatea fațadei. Coronamentele turnurilor în formă de bulb de ceapă dau contrastul cu fațada masivă, efectul fiind acela de îmbinare între static și dinamic, între calm și mișcare, între sobrietate și eleganță. Planul acestor turnuri a servit drept model pentru prima biserică greco-catolică din Târgu Mureș, Biserica Bob, precum și pentru turnul bisericii greco-catolice din Ungheni, demolat în anul 2008 la inițiativa Bisericii Ortodoxe Române.

## Imagini din exterior

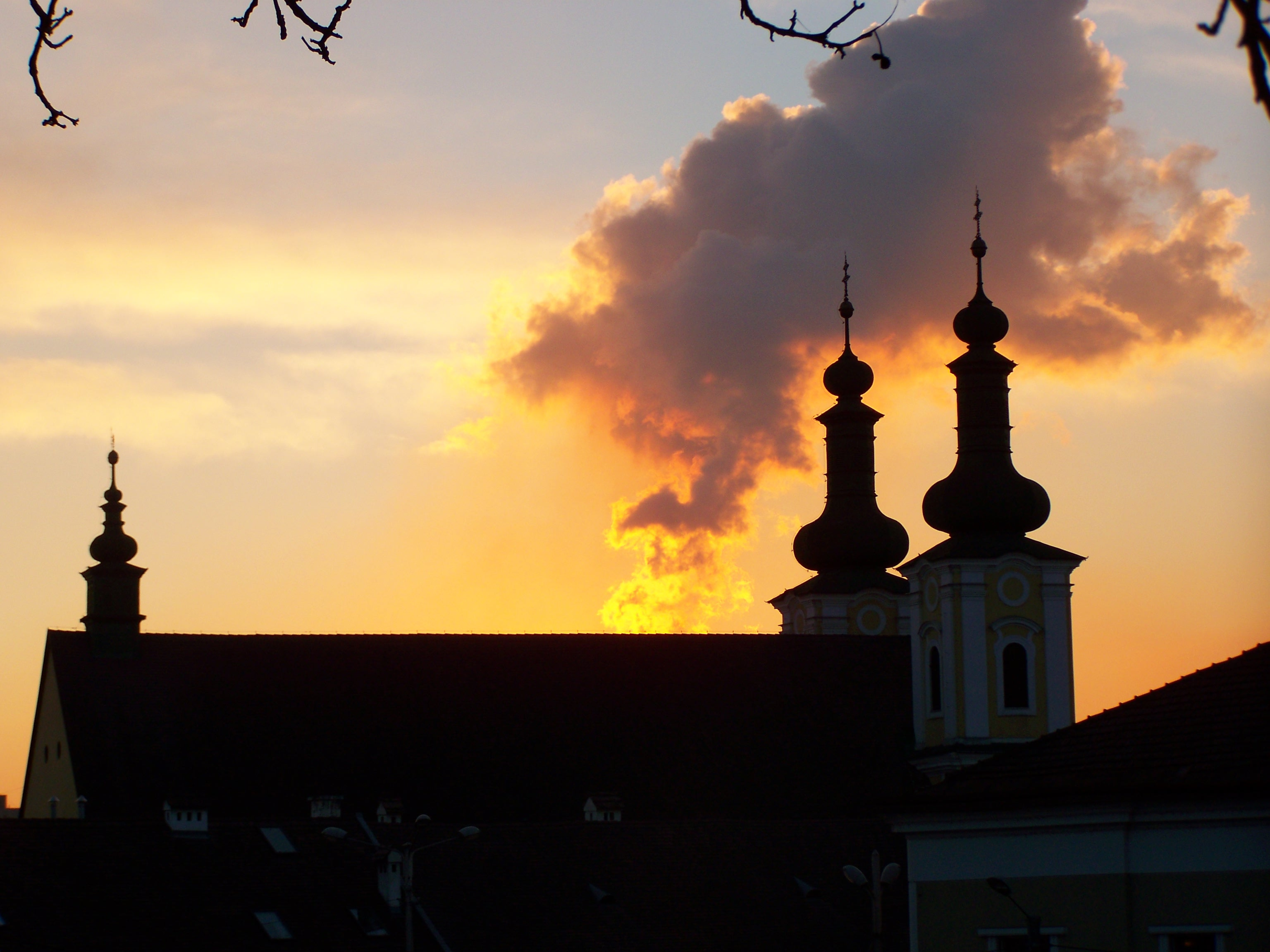
Biserica
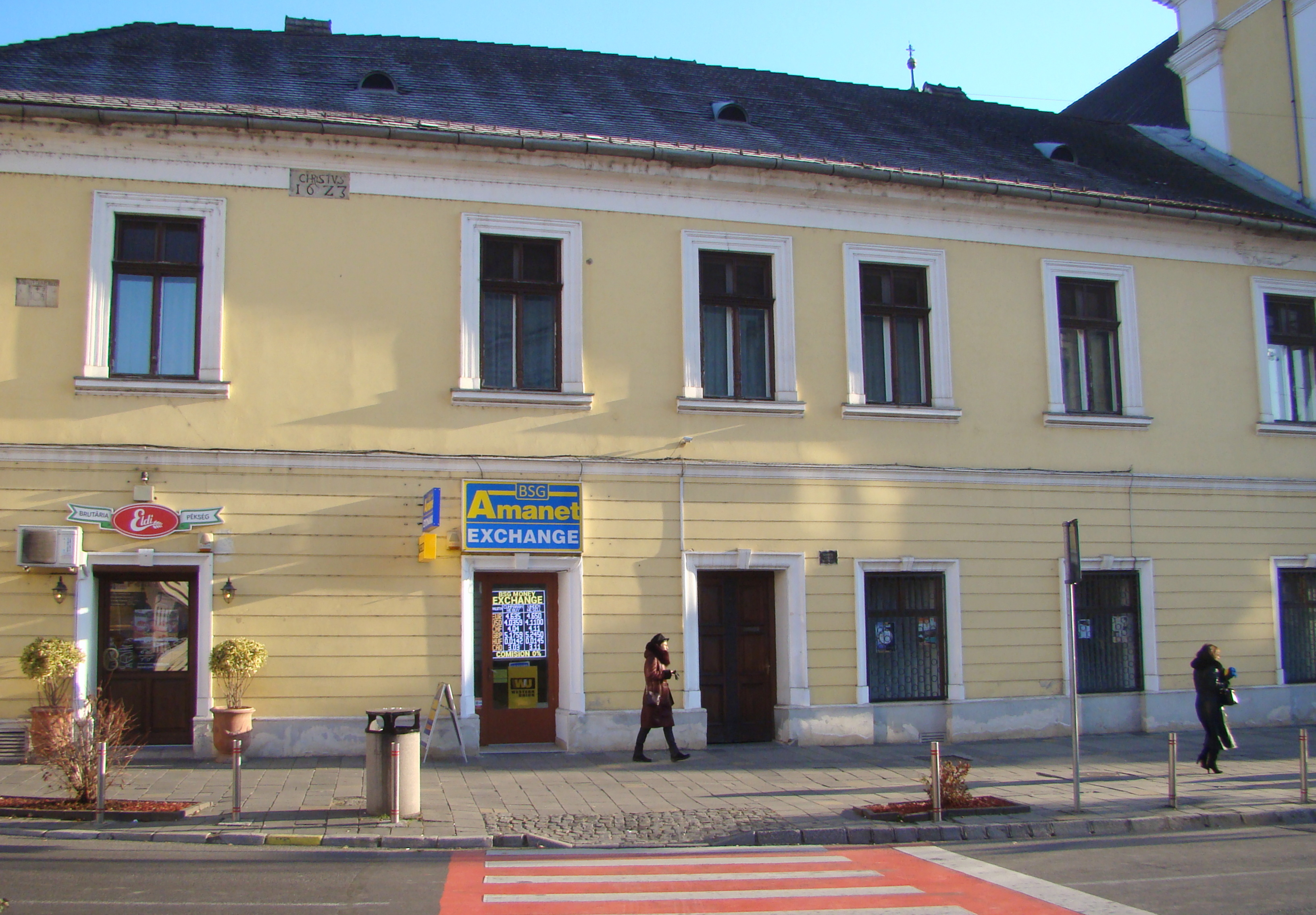
Casa parohială (fosta mănăstire iezuită construită pe locul casei „Francisc Nagy Szabó”)
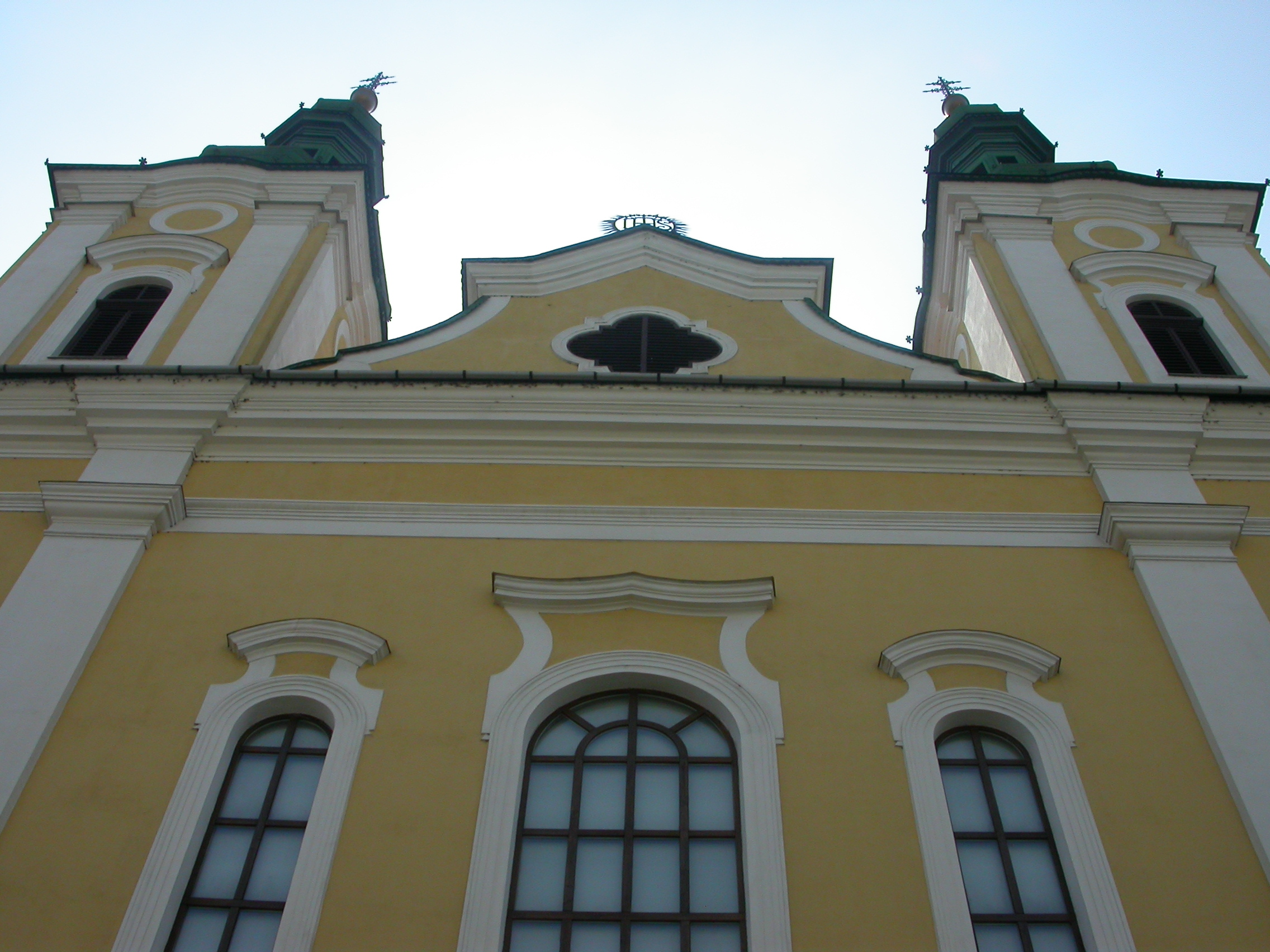
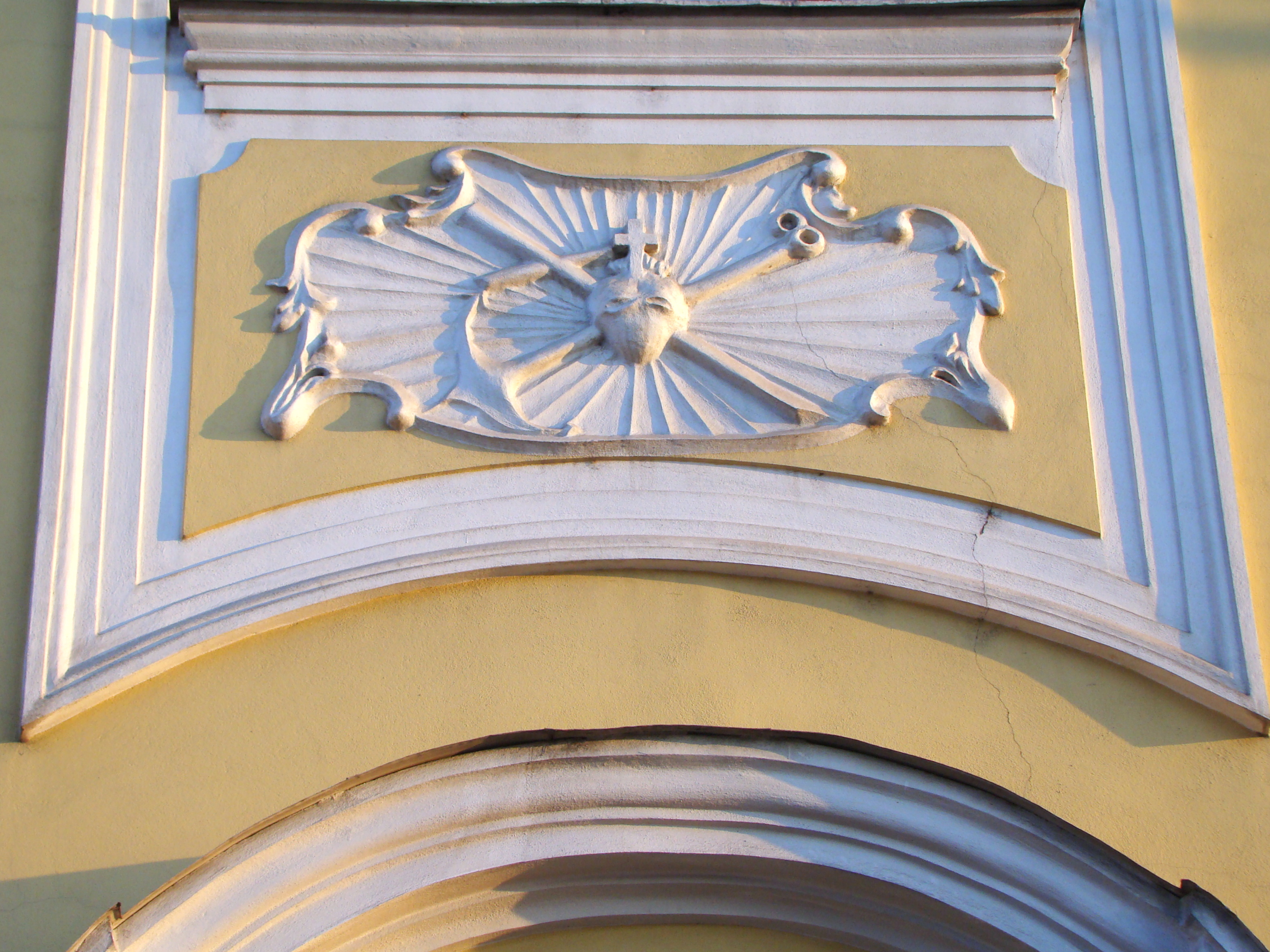
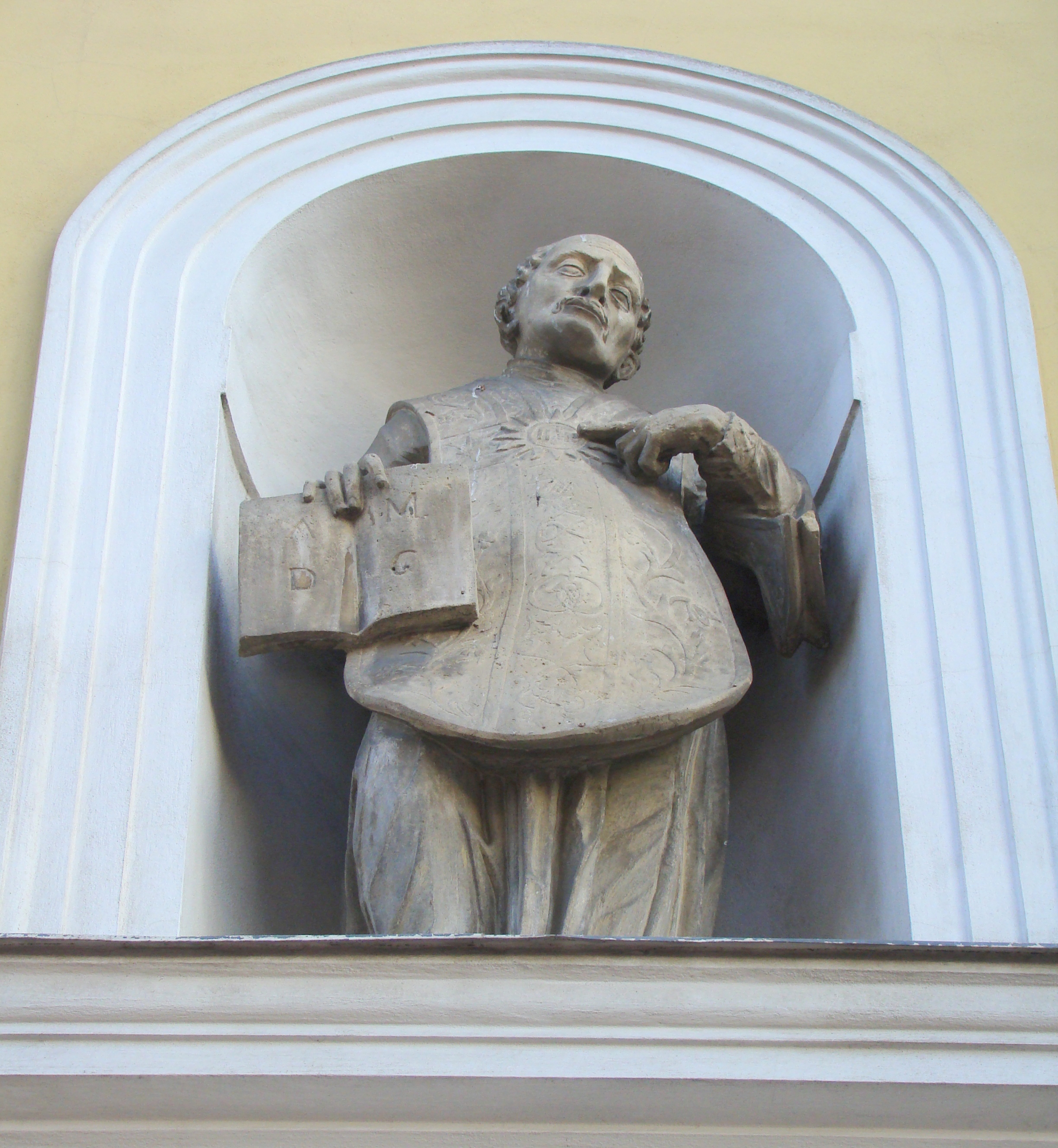
Sfântul Ignațiu de Loyola
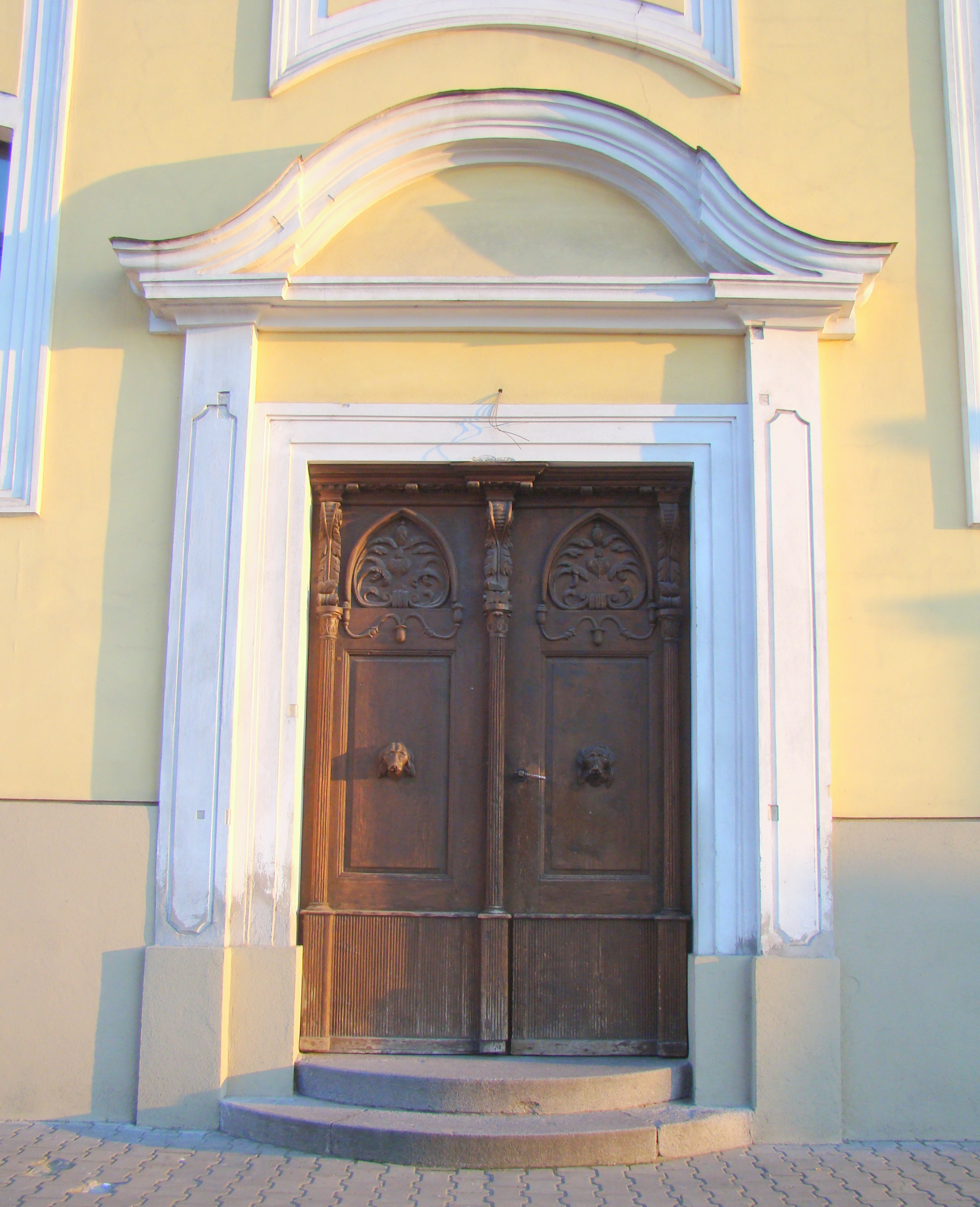
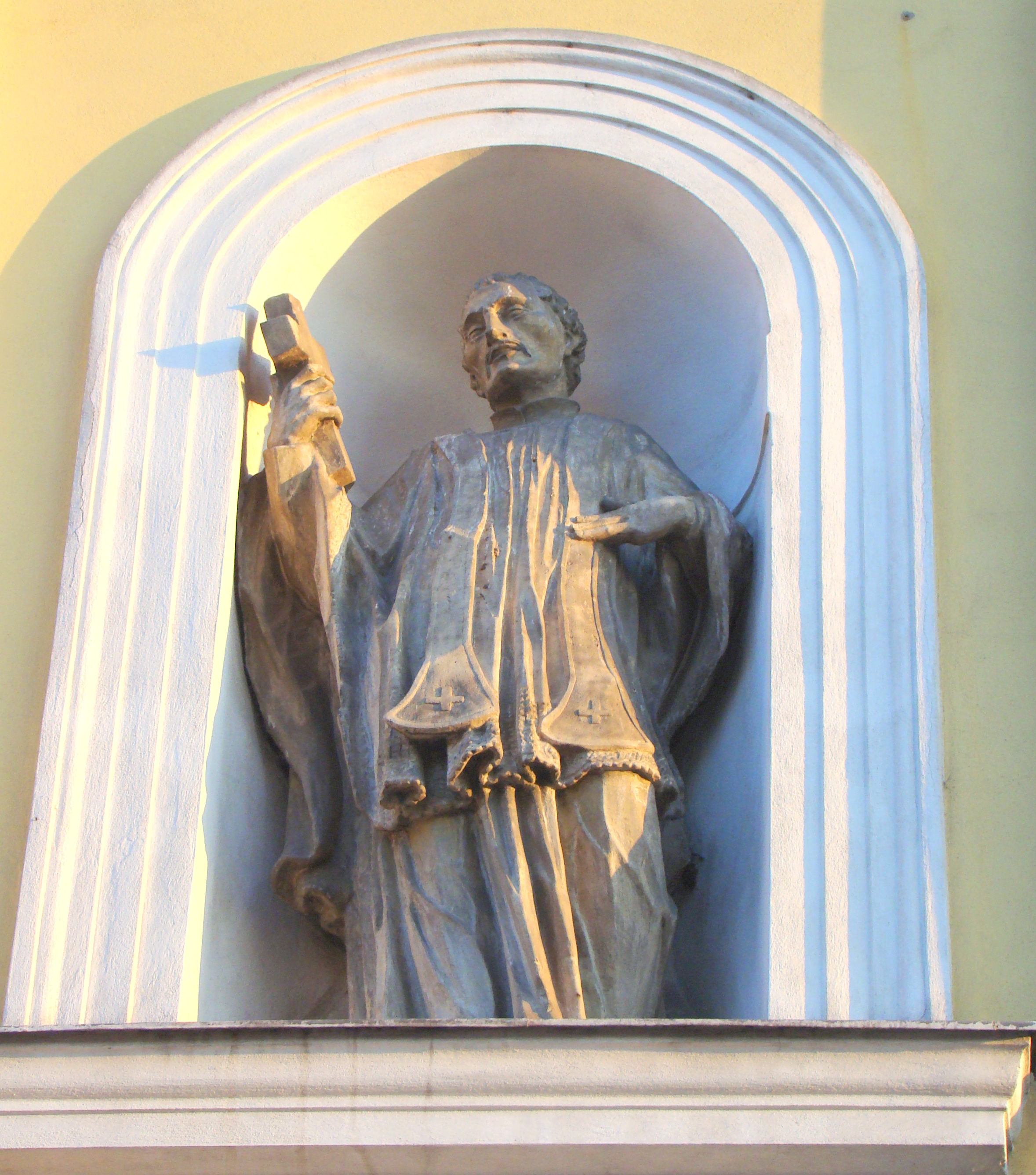
Sfântul Francisc Xaveriu
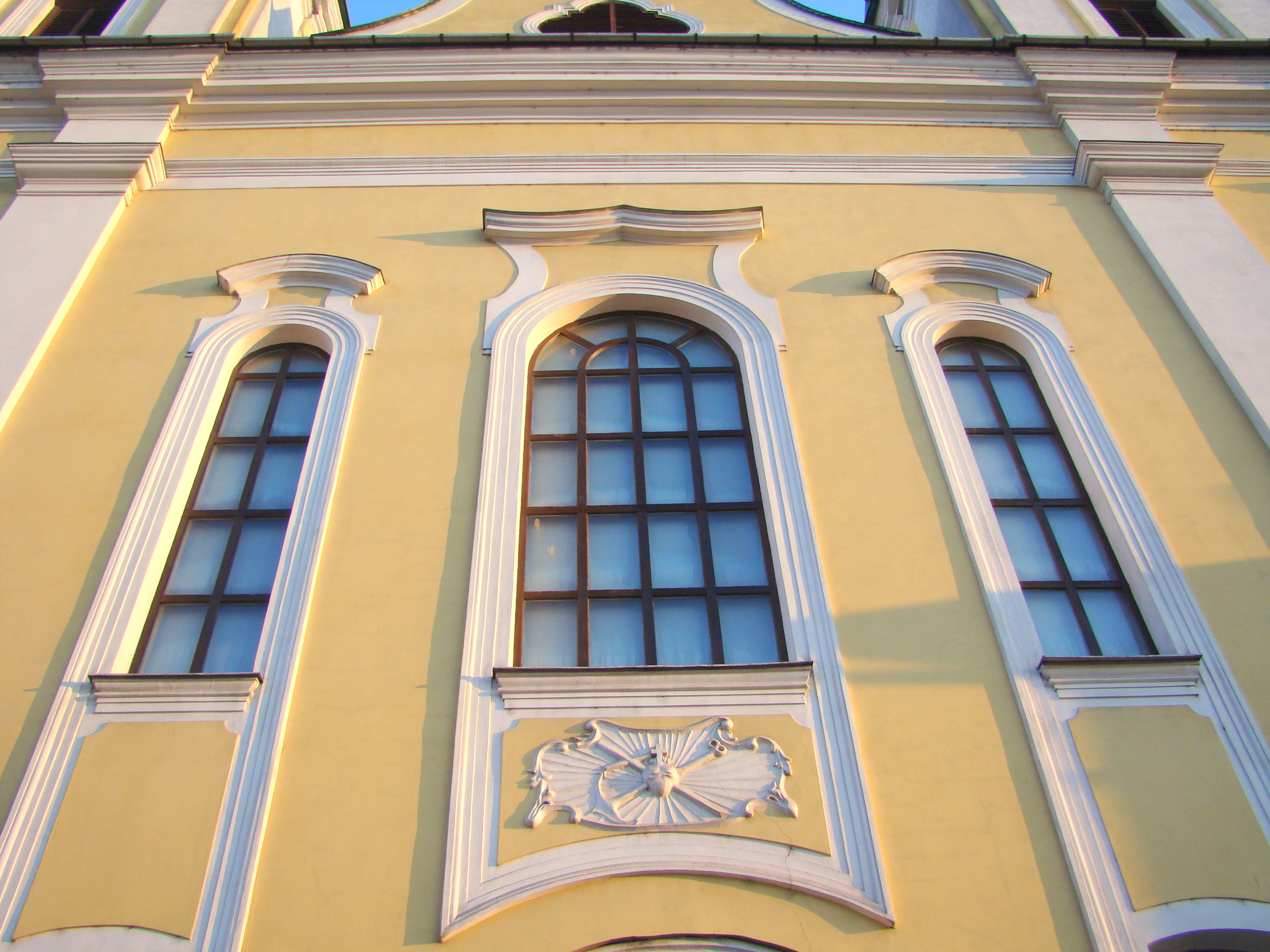
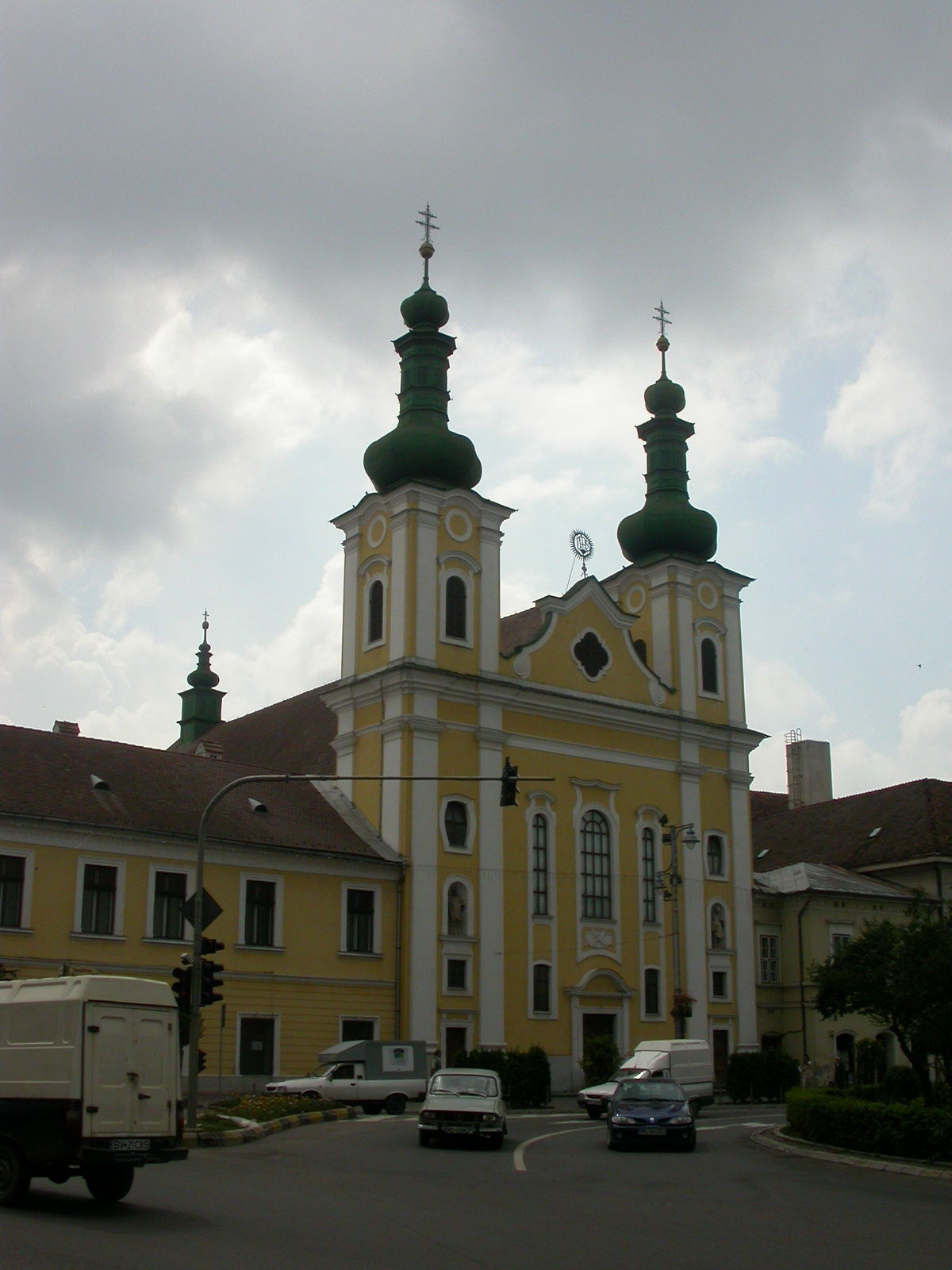
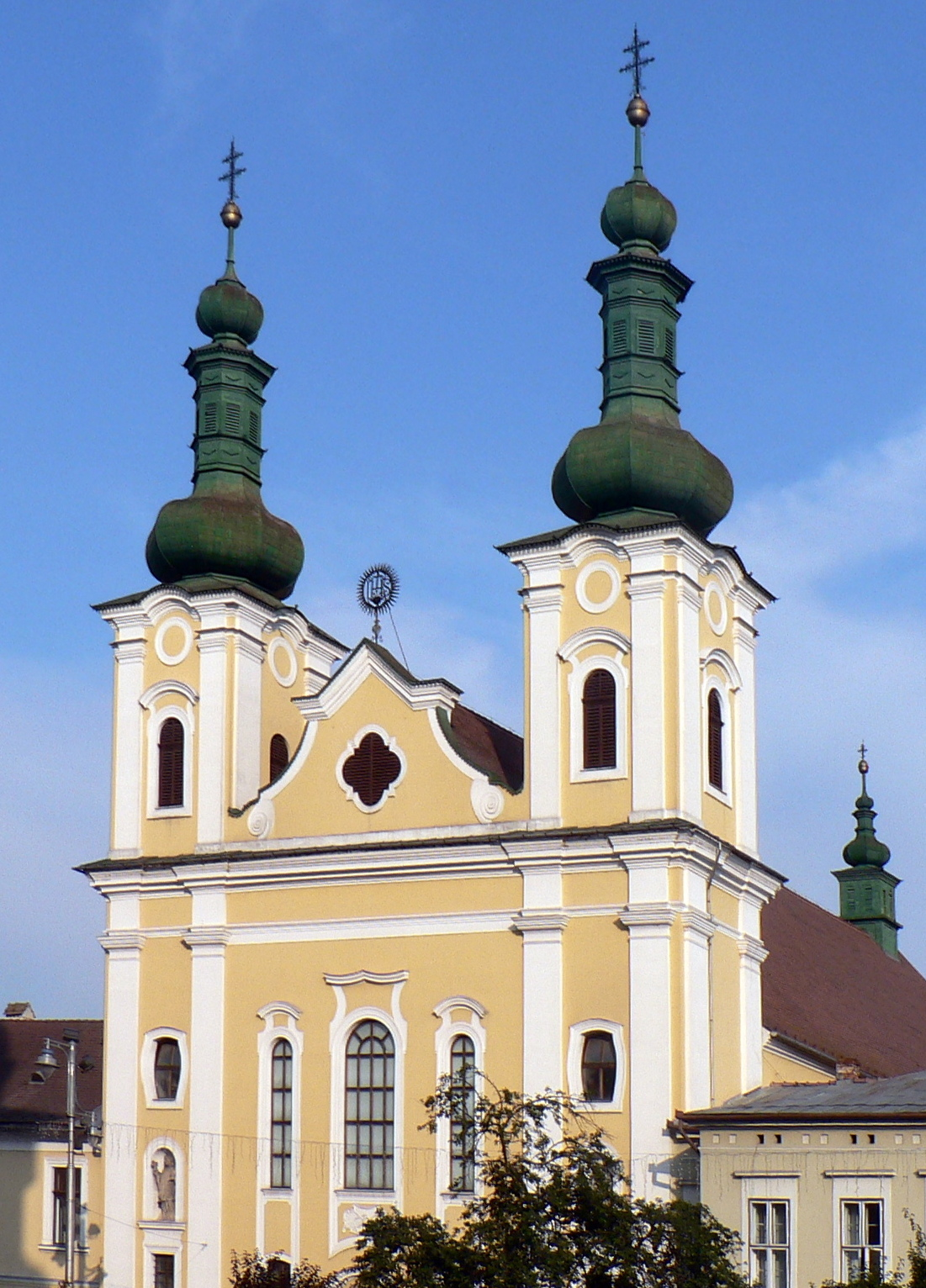
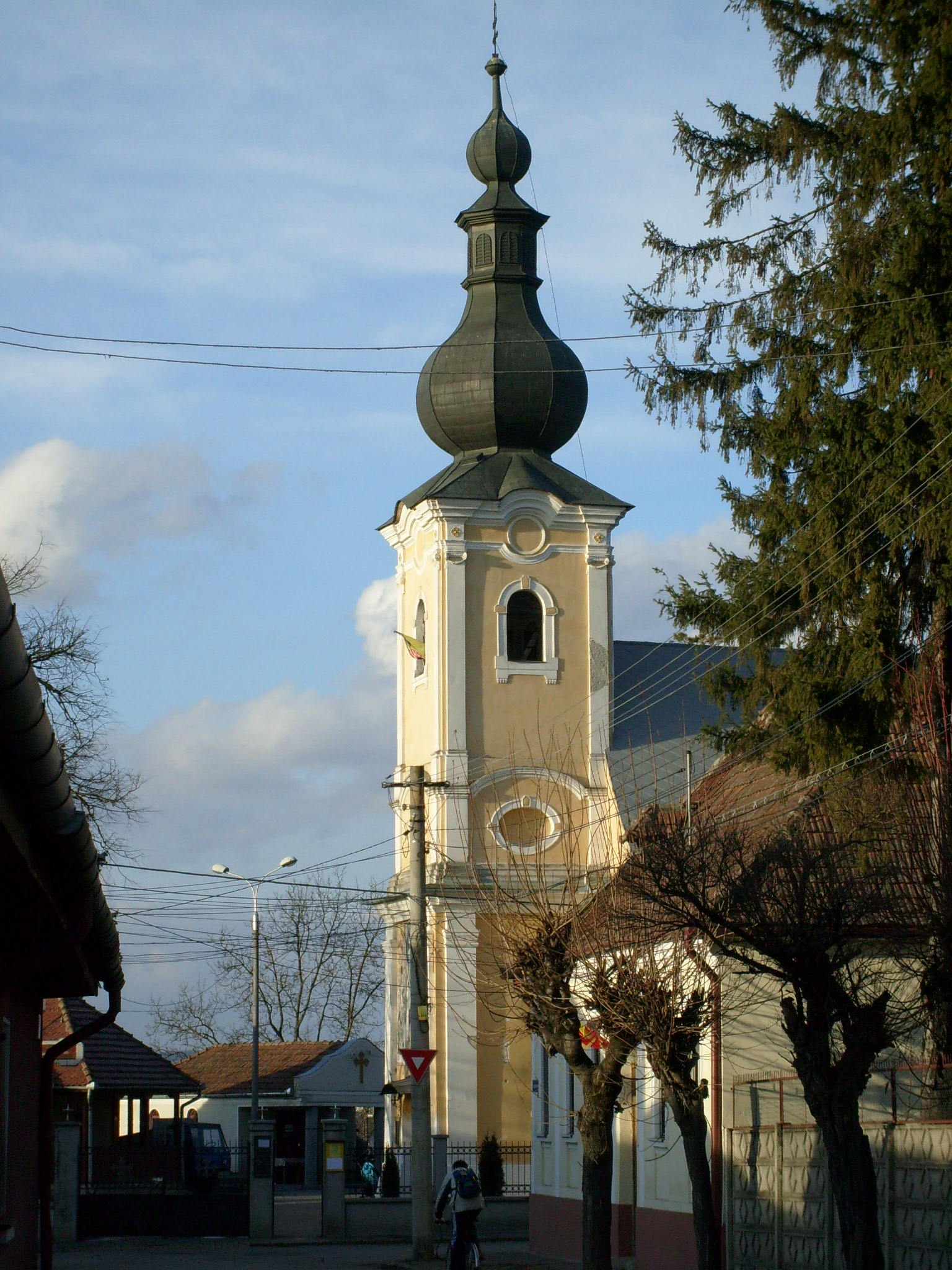
Turnul Bisericii Bob din Tg. Mureş, copie a turnurilor Bisericii Ioan Botezăzorul

## Imagini din interior

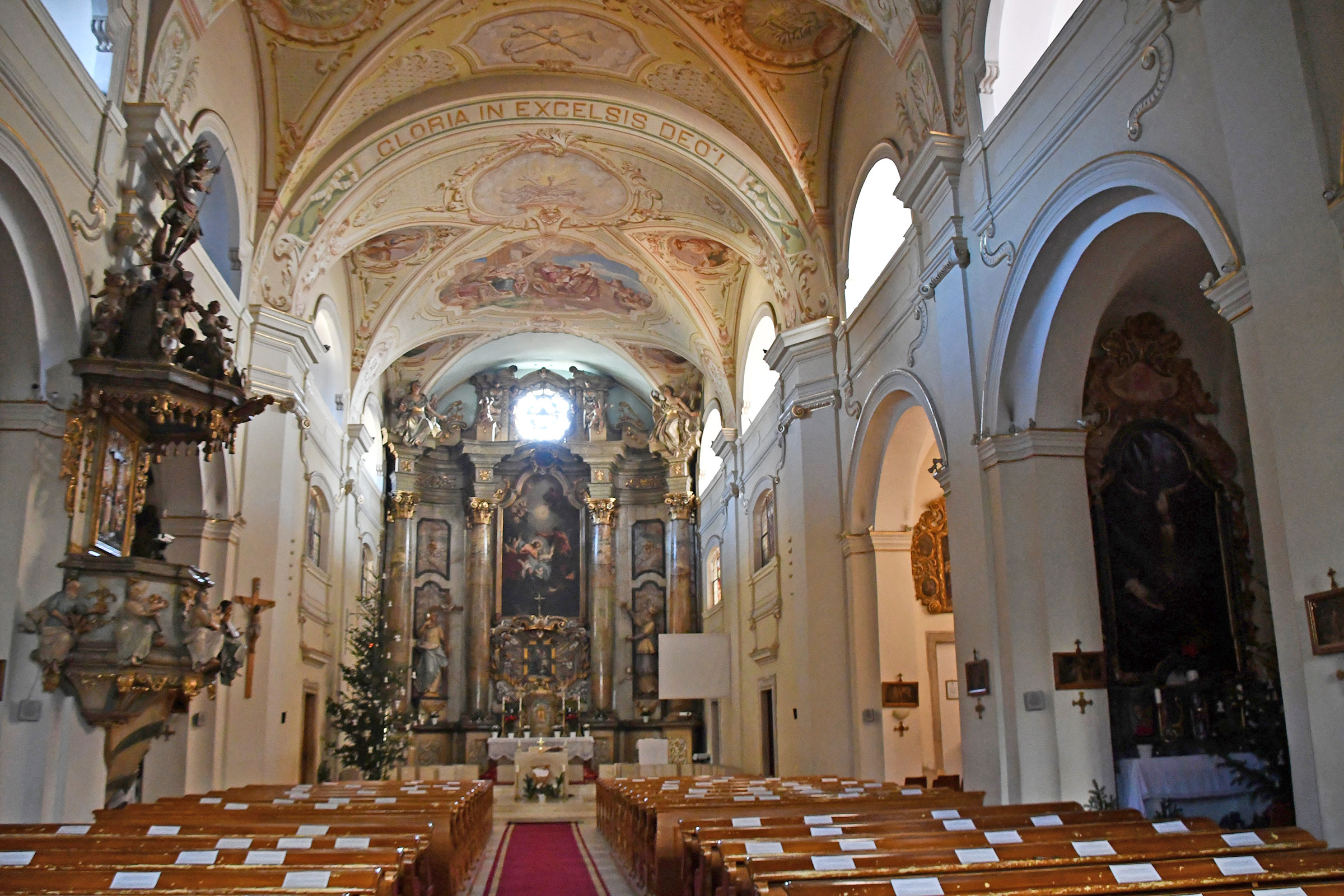
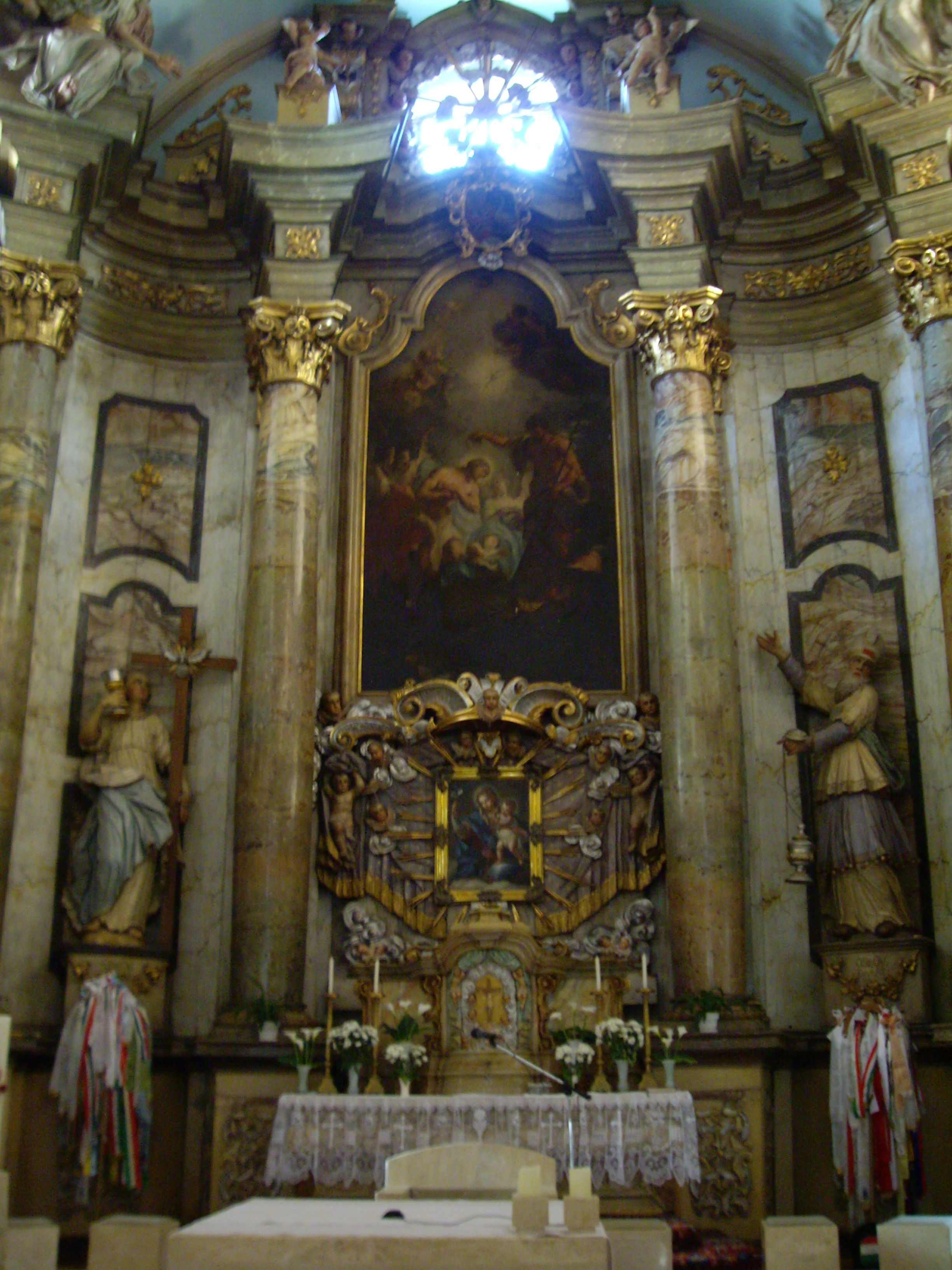
Altarul baroc al bisericii
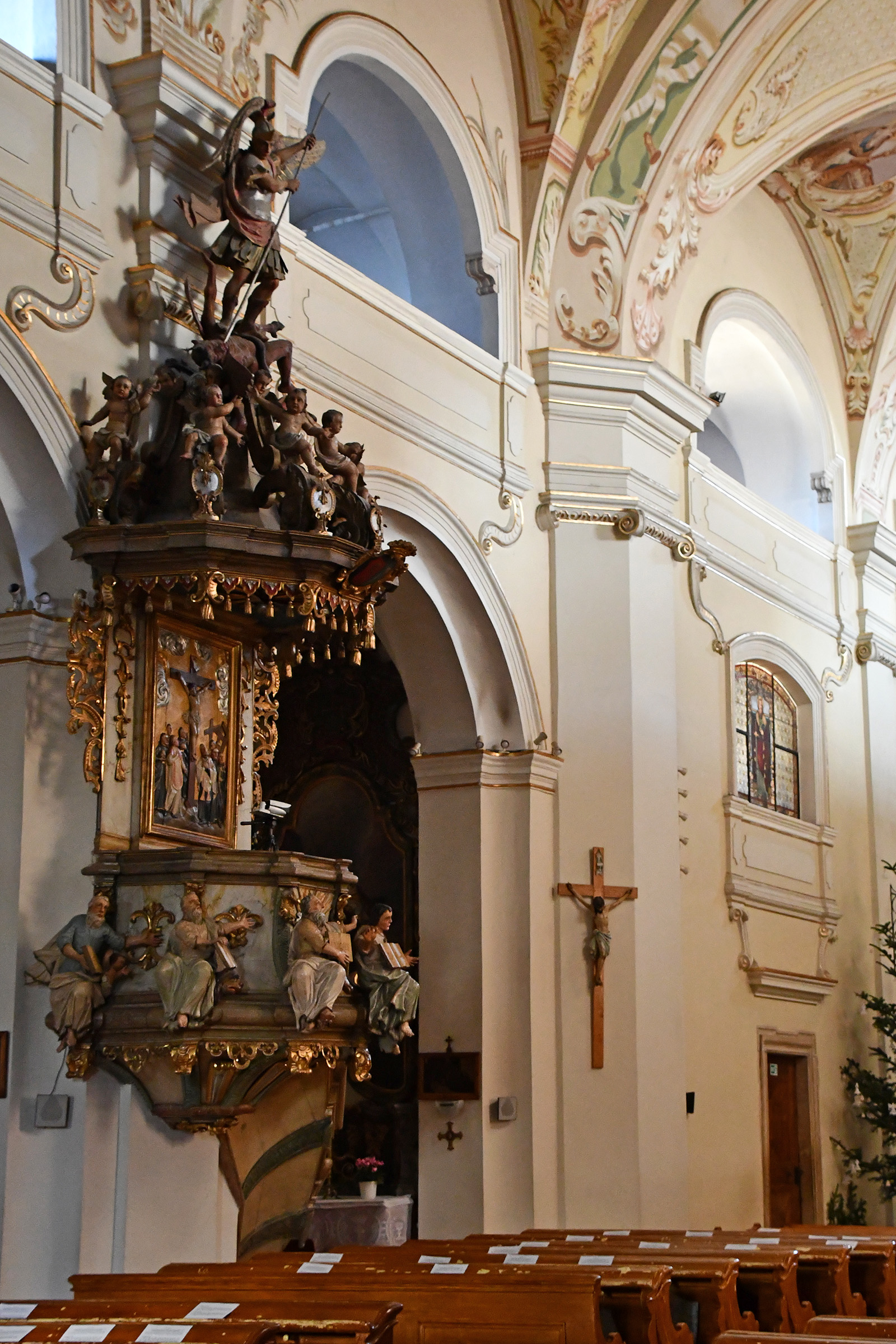
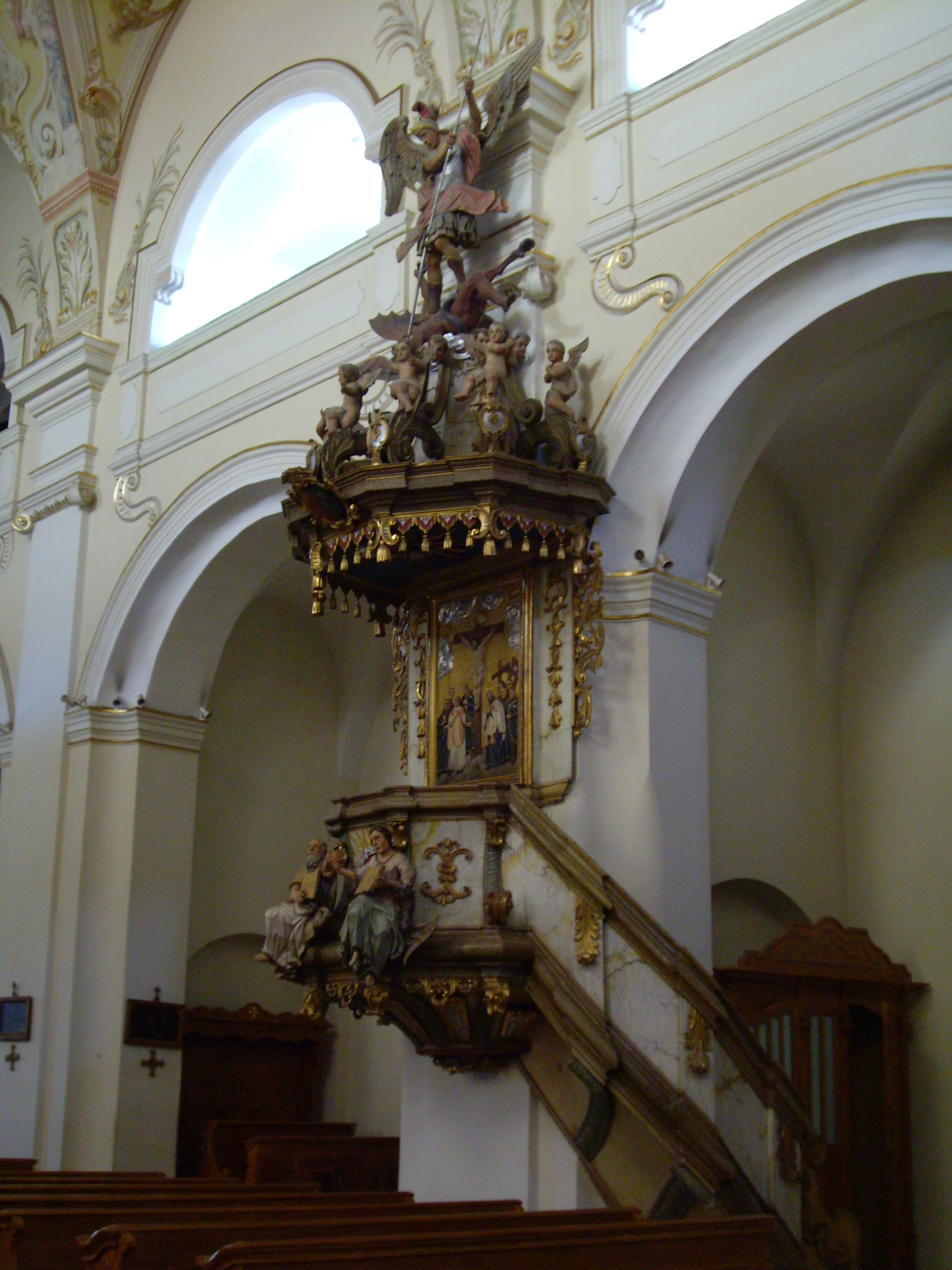
Amvonul baroc, cu statuia Sfântului Mihail pe coronament
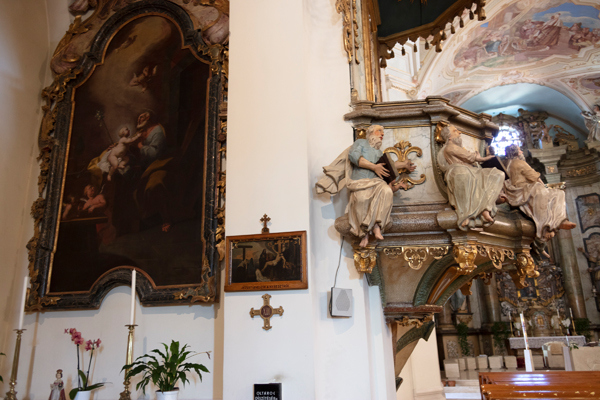
Altarul „Iosif cu copilul Isus" și amvonul
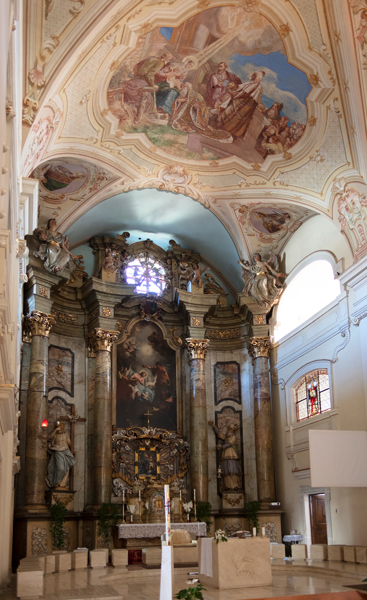
Fresca „Adorația Magilor"
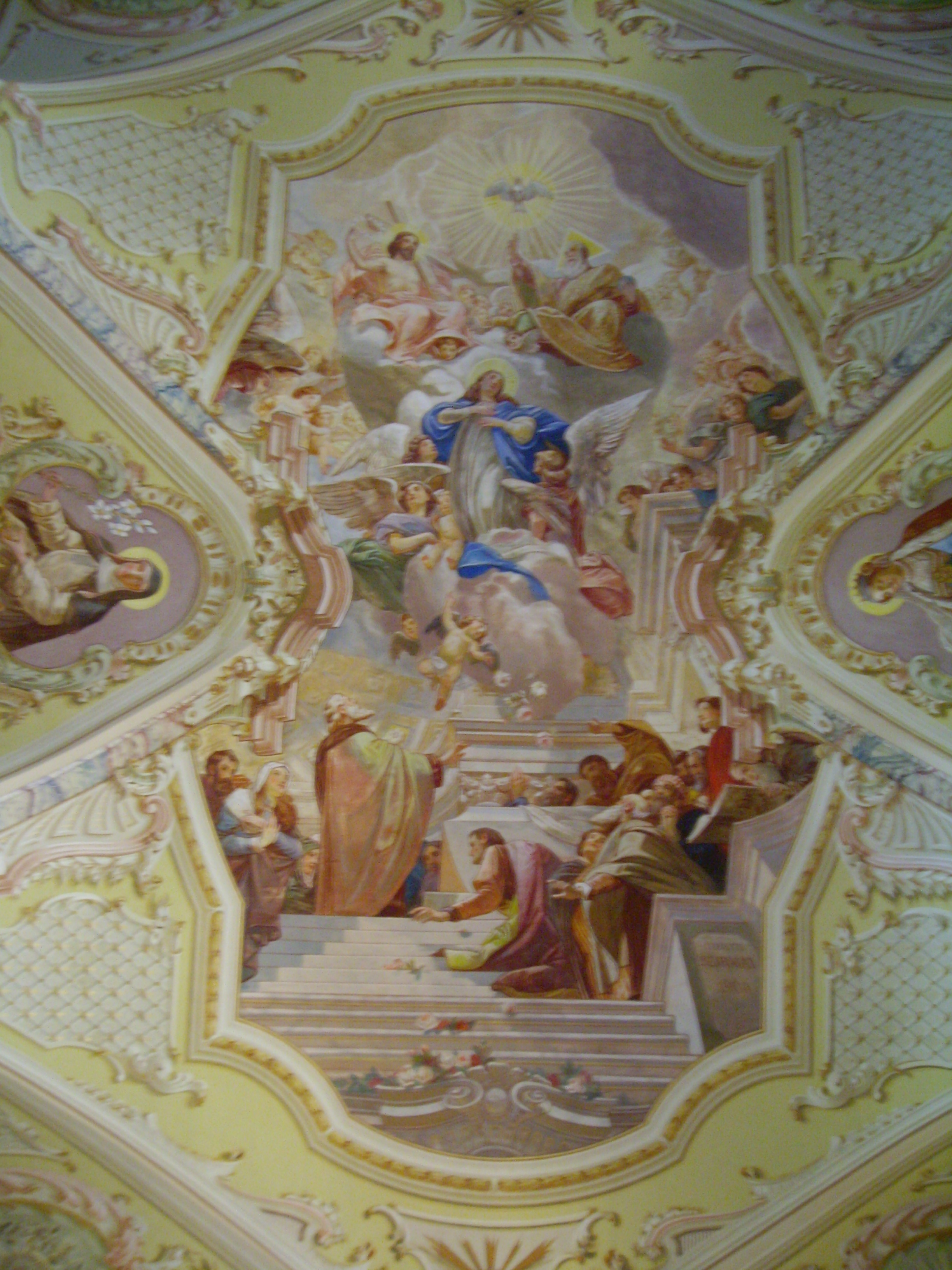
Fresca „Ridicarea la cer a Fecioarei Maria" (Antal Szirmai, 1900)
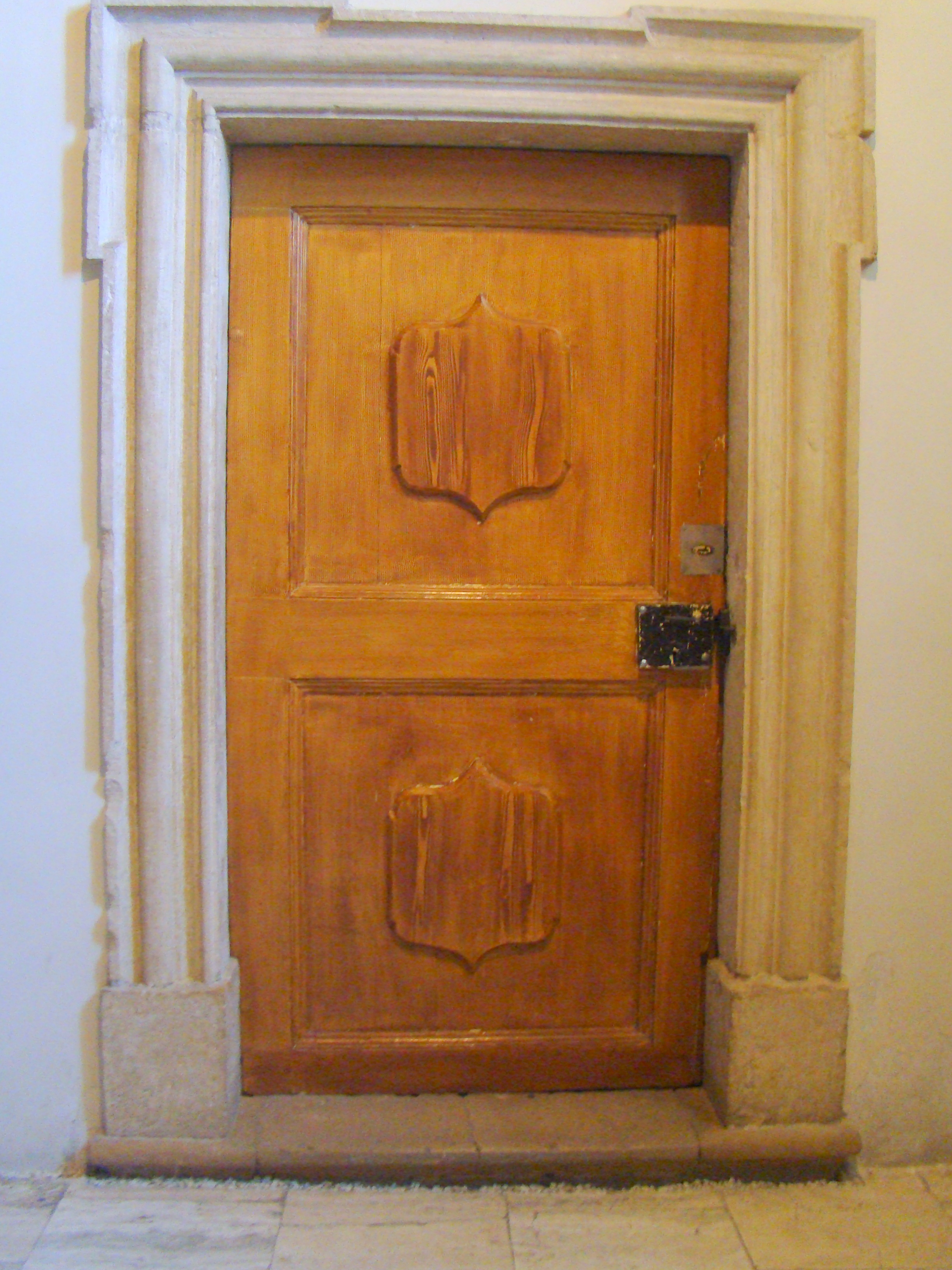
Intrarea în sacristie
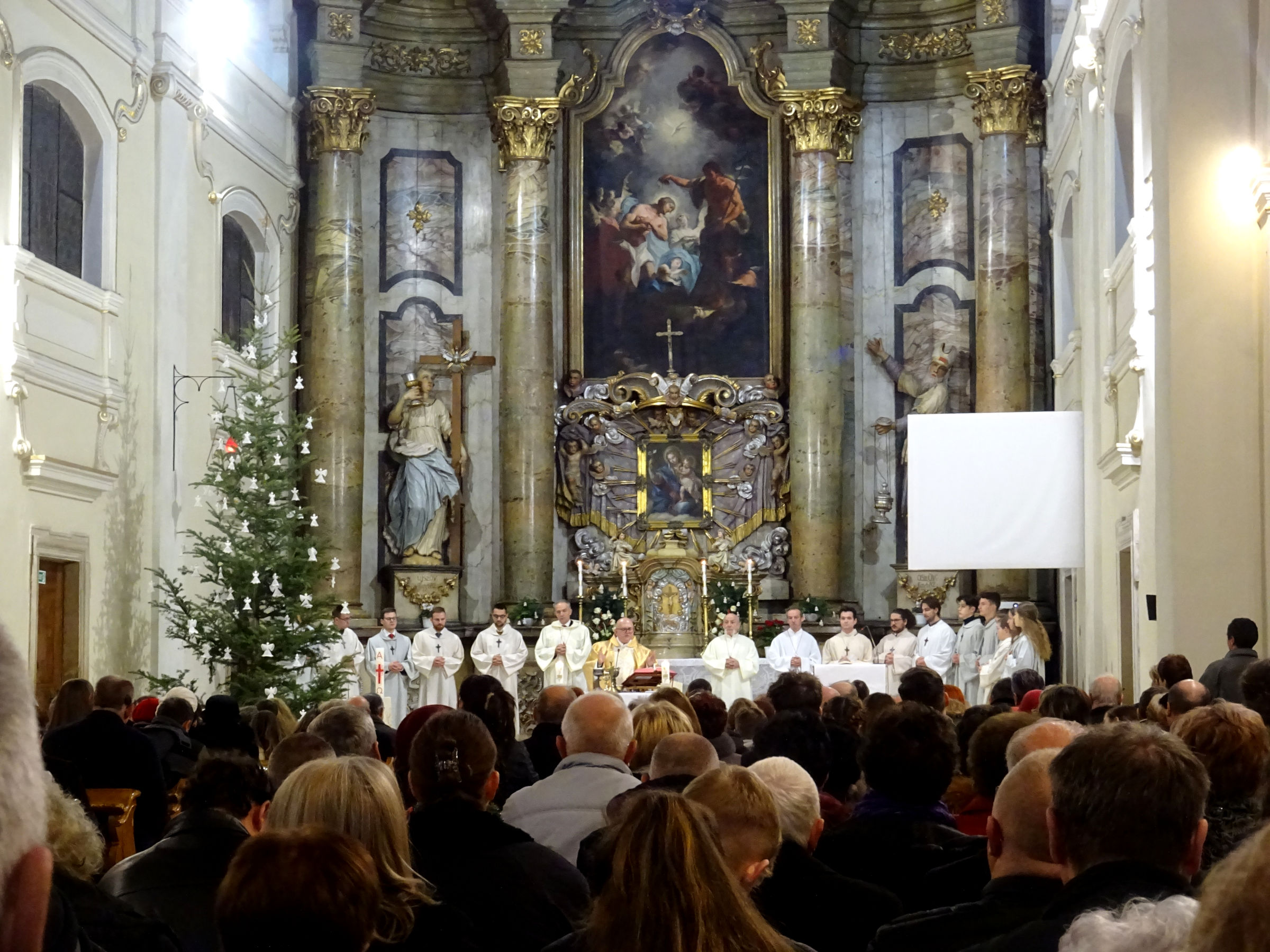
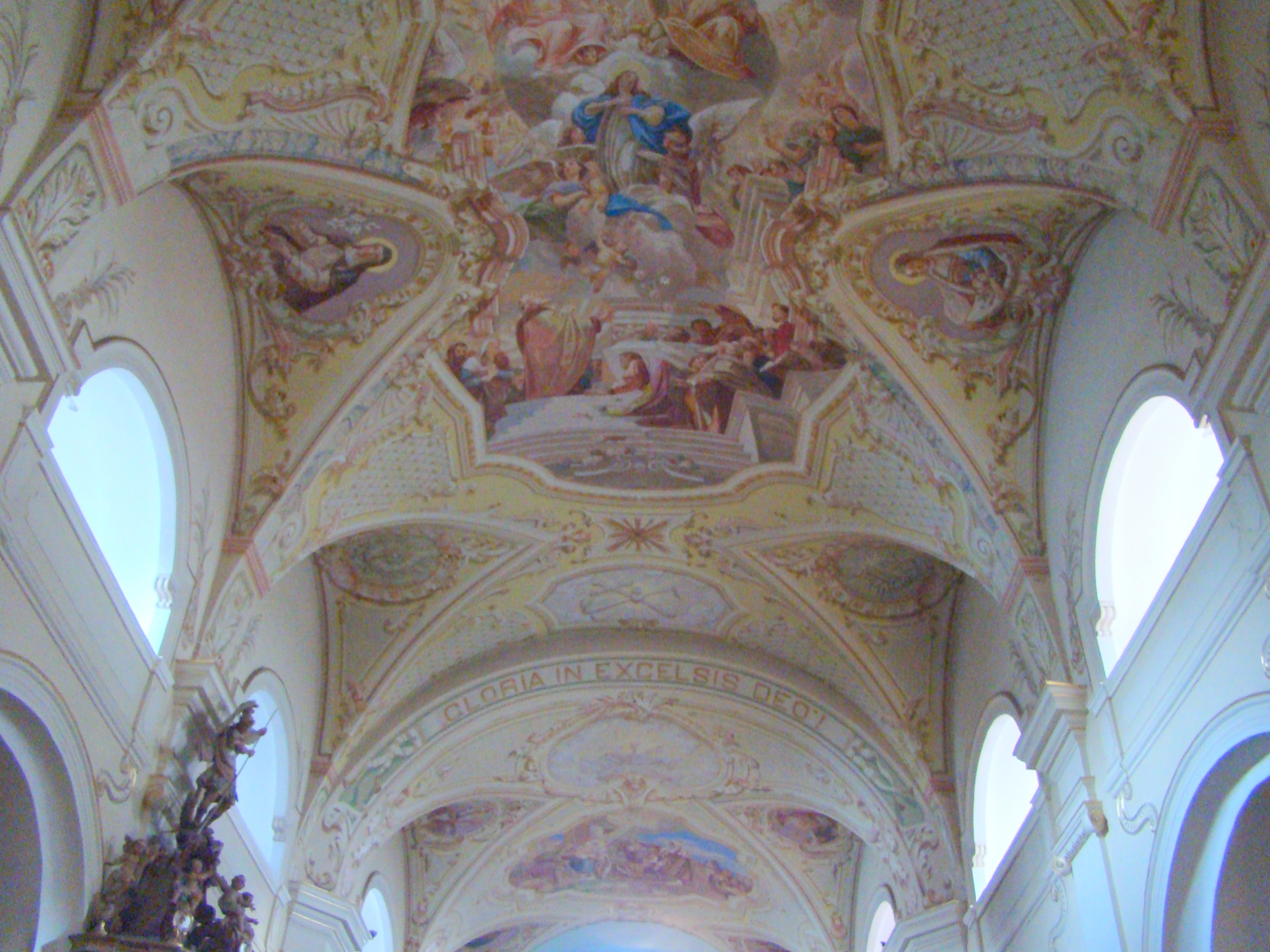
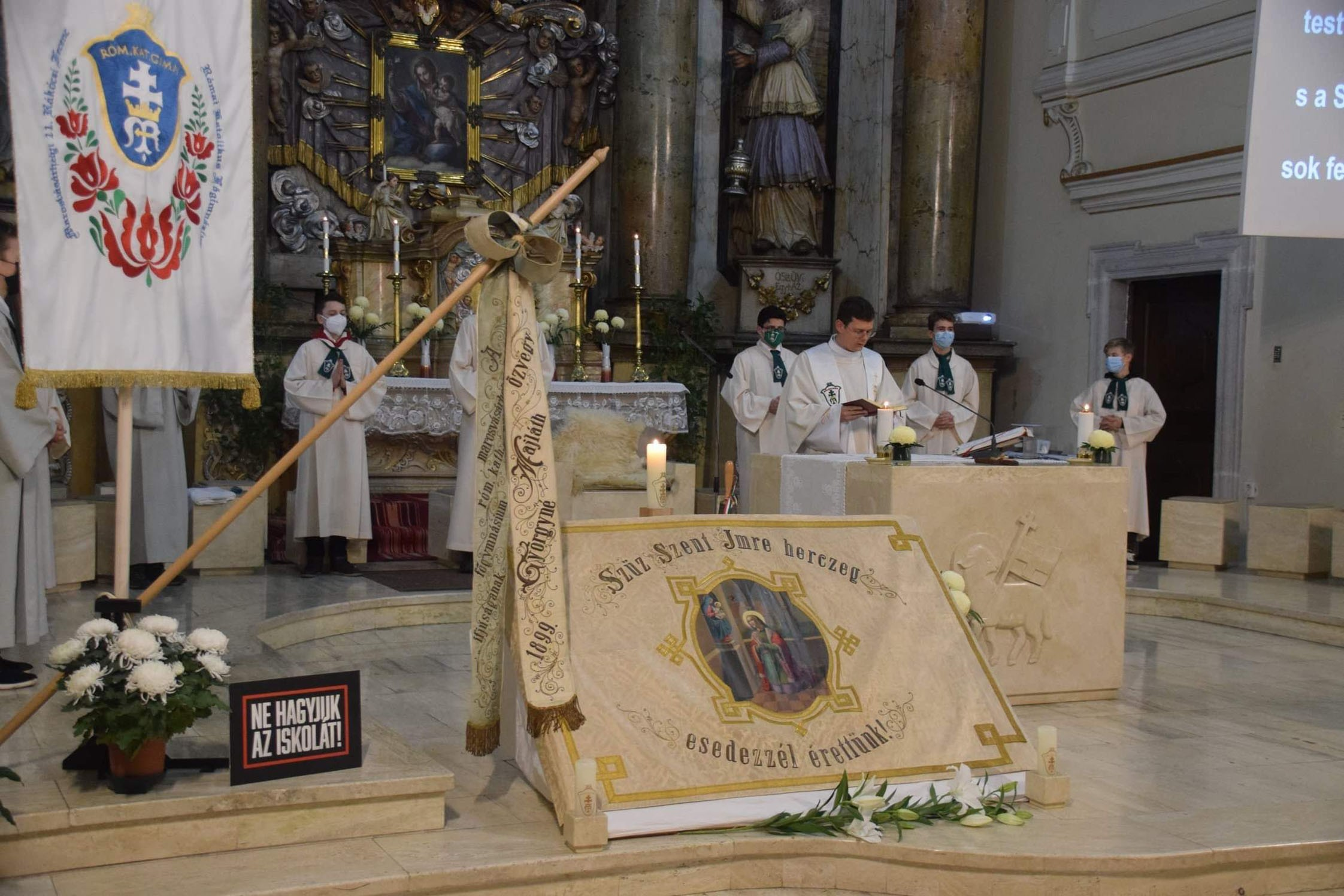
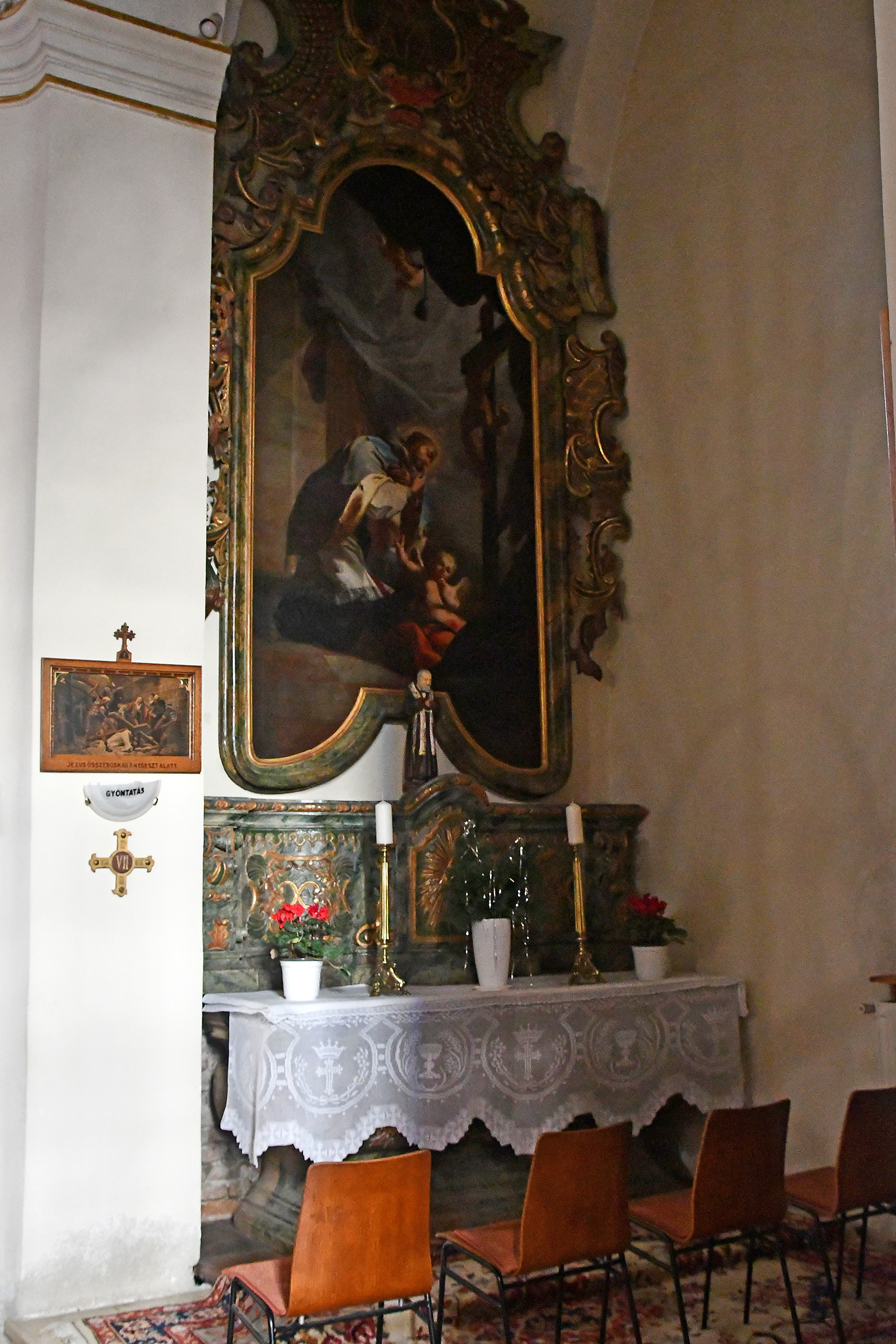